# باشگاه خبرنگاران جوان
باشگاه خبرنگاران جوان یکی از رسانه‌های خبری منتسب به سازمان صدا و سیمای جمهوری اسلامی ایران و از زیر مجموعه‌های معاونت سیاسی این سازمان است که در سال ۱۳۷۸ تأسیس شد و اعضای آن با ارائه مدرک پایان دوره که از طریق برگزاری کلاس‌های تئوری و عملی در سطح بین‌المللی صورت می‌گیرد انتخاب و در شهرهای مختلف کشور مشغول به فعالیت می‌شوند. این خبرگزاری در تمام استان‌های کشور مراکز فعال دارد.
باشگاه خبرنگاران جوان به‌همراه خبرگزاری صدا و سیما (که پیش از این واحد مرکزی خبر نامیده می‌شدند) و همین‌طور شبکه خبر وظیفه تأمین بخش‌های خبری تمامی شبکه‌های رادیویی و تلویزیونی این سازمان را بر عهده دارند. رئیس باشگاه خبرنگاران جوان مستقیماً از سوی معاون سیاسی سازمان صدا و سیما منصوب می‌شود.
عباس هنرمند، قائم مقام سابق پخش اخبار سیما، سال ۱۳۹۸به عنوان مدیر باشگاه خبرنگاران جوان معرفی شده‌است.
این خبرگزاری دو بخش خبری مستقل دارد. اولین بخش خبری ساعت ۱۷ از شبکه خبر و دیگری ساعت ۱۹ شبکه یک پخش می‌شود. همچنین این مجموعه گزارش‌های خود را در سایر بخش‌های خبری از جمله اخبار ۲۰:۳۰ و ۲۱ هم پخش می‌کند.